# Eagle Station (група метеоритів)
Група «Eagle Station» (міжнародне скорочення — PES — від англ. Pallasite Eagle Station) — це збірка екземплярів паласитових метеоритів, які не можуть бути віднесені до жодної з інших визначених груп паласитів. У класифікації метеоритів вважається, що окрему повноцінну групу можна утворити, коли існує принаймні п'ять схожих між собою за певними ознаками метеоритів. Станом на 2020 рік виявлено лише 5 таких метеоритів, чого якраз достатньо для утворення окремої повноцінної групи паласитів.

## Назва та історія
Група «Eagle Station» отримала свою назву від першого представника, типового для неї — метеорита Eagle Station. А цей метеорит, у свою чергу, отримав назву від містечка, поблизу якого він був виявлений — Ігл-Стейшн, округ Керролл, штат Кентуккі.

## Опис
Метеорити з групи «Eagle Station» мають композицію, подібну до композиції паласитів основної групи (PMG). Основна відмінність цієї групи від основної полягає в тому, що олівін у складі метеоритів, які входять до неї, містить більше заліза та кальцію. Крім того, група має відмінний маркер ізотопів кисню.
Натомість метеоритне залізо у метеоритах цієї групи є подібним до заліза у складі залізних метеоритів групи IIF. Це може свідчити про те, що група «Eagle Station» та група IIF були сформовані неподалік одна від одної в сонячній туманності.

## Батьківське тіло
Залишкові елементи у фосфатах у складі метеоритів групи «Eagle Station» відрізняються від елементів, типових для інших паласитів. Вважається, що більшість паласитів походять із магматичного матеріалу на межі ядро-мантія. Залишкові елементи свідчать про те, що група «Eagle Station», ймовірно, походить зі значно менших глибин спільного для всіх паласитів батьківського тіла.

## Відомі зразки
Досі було знайдено лише п'ять екземплярів, які належать до цієї групи:
- Cold Bay
- Eagle Station (типовий екземпляр)
- Itzawisis
- Karavannoe
- Oued Bourdim 001